# Hispaniolaorganist
De hispaniolaorganist (Chlorophonia musica synoniem: Euphonia musica) is een zangvogel uit de familie Fringillidae (vinkachtigen). De Kleine-Antillenorganist werd lang gezien als een ondersoort van deze soort. Sinds 2023 staat de Kleine-Antillenorganist als aparte soort op de Check-list of the North American Birds.

## Verspreiding en leefgebied
Het eiland Hispaniola (Île de la Gonâve, Dominicaanse Republiek en Haïti). De leefgebieden liggen in diverse typen subtropisch bos, zowel natuurlijk bos als aangeplant bos als gebieden met struikgewas. Het is geen bedreigde vogelsoort.